# Marase, Mysore
Marase là một làng thuộc tehsil Mysore, huyện Mysore, bang Karnataka, Ấn Độ.